# قرص‌شکن

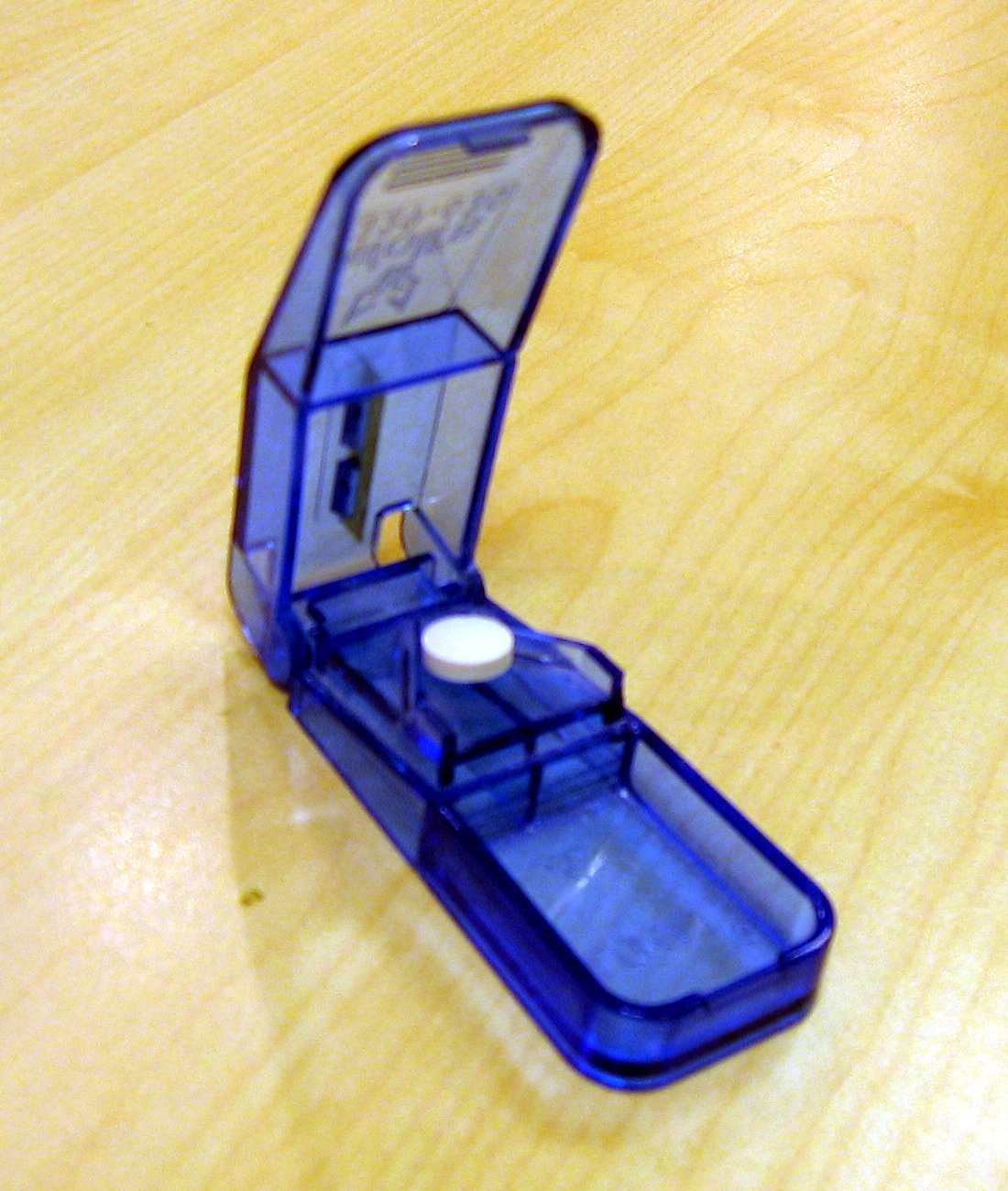
قرص نصف‌کن که یک قرص را در درون دارد و آماده تقسیم است.

قرص شکن یا قرص نصف‌کن وسیله ای ساده، دارای تیغه برنده و دسته یا اهرم است که به کمک آن، افراد با سرعت بیشتر، به راحتی و با دقت می‌توانند قرص‌ها را به صورت تکی یا چندتایی به دو بخش یا چهار بخش تقسیم کنند.
امروزه قرص نصف کن‌ها در شکل‌ها و طرح‌های مختلفی تولید می‌شوند به عنوان مثال طراحی برخی از آن‌ها شبیه به قیچی است یا بعضی دیگر به شکل استوانه و دارای مخزن ذخیره قرص همراه با قابلیت پودر کردن آن‌ها (درصورت نیاز) نیز هستند.
البته نصف کردن برخی از داروهای تجویزی ناامن است.

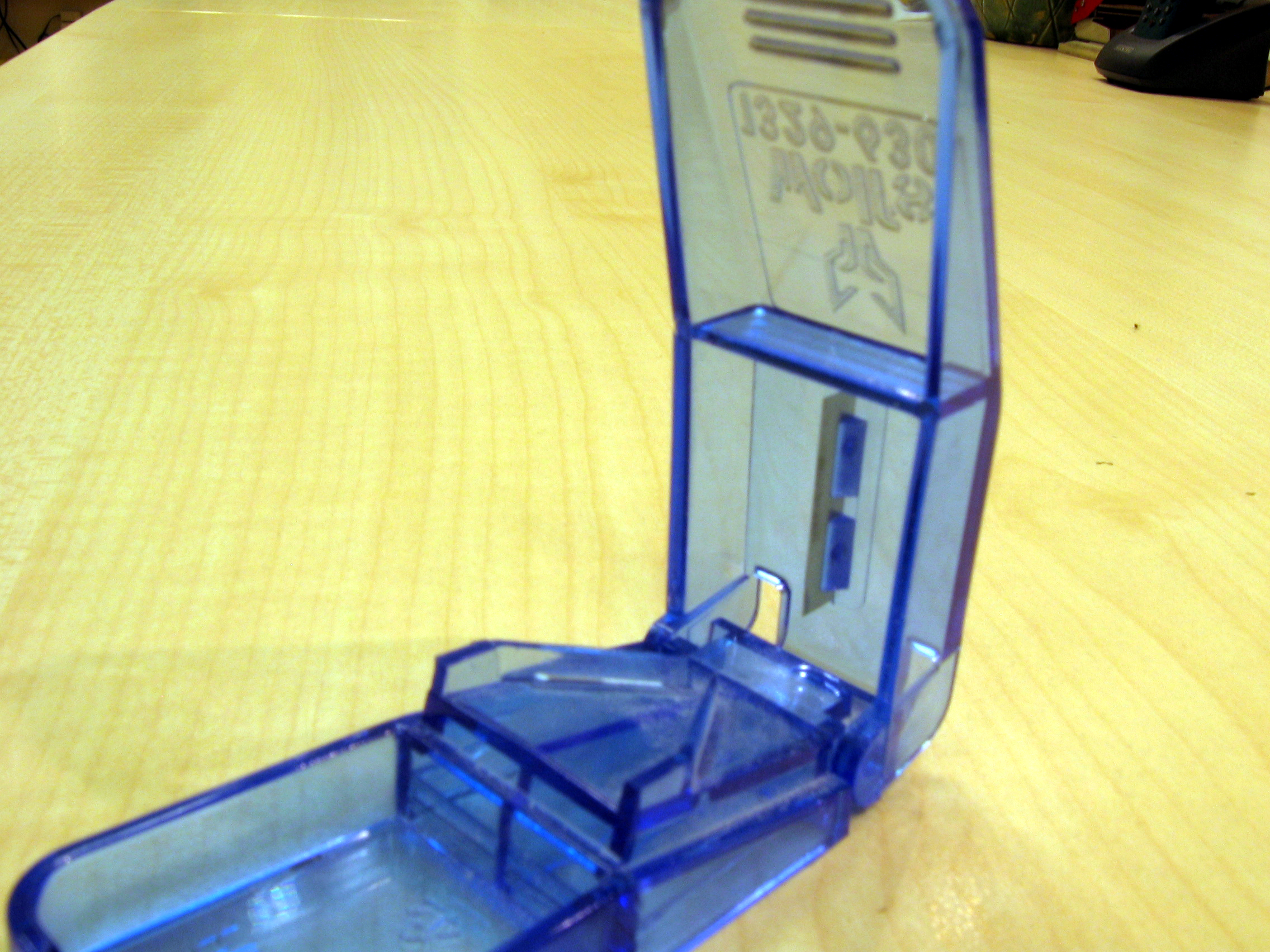
تیغه (سمت راست مرکز) و موقعیت‌یاب قرص به شکل V.